# 크로아티아의 군주 목록
이 문서는 크로아티아의 군주에 관한 목록이다.

## 크로아티아 공작
- 트르피미르 1세 (845년 ~ 864년)
- 도마고이 (864년 ~ 876년)
- 즈데슬라브 (878년 ~ 879년)
- 브라니미르 (879년 ~ 892년)
- 문치미르 (892년 ~ 910년)
- 토미슬라브 1세 (910년 ~ 925년)

## 크로아트인의 왕
925년 교황 요한 10세가 토미슬라브를 "크로아트인의 왕"(라틴어: Rex Chroatorum, 영어:  King of the Croatians)으로 봉한 이래 크로아티아 군주들은 이 왕호를 사용.

### 중세 크로아티아 왕국

#### 트르피미로비치 왕조
- 토미슬라브 1세 (925년 ~ 928년)
- 트르피미르 2세 (928년 ~ 935년)
- 크레시미르 1세 (935년 ~ 945년)
- 미로슬라브 (945년 ~ 949년)
- 미하일로 크레시미르 2세 (949년 ~ 969년)
- 스체판 드르지슬라브 (969년 ~ 997년)
- 스베토슬라브 수로냐 (997년 ~ 1000년)
- 크레시미르 3세 (1000년 ~ 1030년)
- 고이슬라브 (1000년 ~ 1020년)
- 스체판 1세 (1030년 ~ 1058년)
- 페타르 크레시미르 4세 (1058년 ~ 1074년)
- 드미타르 즈보니미르 (1075년 ~ 1089년)
- 스체판 2세 (1089년 ~ 1091년)

#### 아르파드 왕조
- 라슬로 1세 (1091년 ~ 1095년)

#### 스바치치 왕조
- 페타르 스바치치 (1093년 ~ 1097년)

### 크로아티아-헝가리 동군연합

#### 아르파드 왕조
- 칼만 (1102년 ~ 1116년)
- 이슈트반 2세 (1116년 ~ 1131년)
- 벨러 2세 (1131년 ~ 1141년)
- 게저 2세 (1141년 ~ 1162년)
- 이슈트반 3세 (1162년 ~ 1172년)
  - 라슬로 2세 (대립왕, 1162년 ~ 1163년)
  - 이슈트반 4세 (대립왕, 1163년 ~ 1165년)
- 벨러 3세 (1172년 ~ 1196년)
- 임레 (1196년 ~ 1204년)
- 라슬로 3세 (1204년 ~ 1205년)
- 언드라시 2세 (1205년 ~ 1235년)
- 벨러 4세 (1235년 ~ 1270년)
- 이슈트반 5세 (1270년 ~ 1272년)
- 라슬로 4세 (1272년 ~ 1290년)
- 언드라시 3세 (1290년 ~ 1301년)

#### 비왕조 (대립왕)
- 벤첼 (1301년 ~ 1305년, 프르셰미슬 왕조)
- 오토 (1305년 ~ 1307년, 비텔스바흐 왕조)

#### 앙주 왕조
- 카로이 1세 (1301년 ~ 1342년)
- 러요시 1세 (1342년 ~ 1382년)
- 마리어 1세 (1382년 ~ 1395년)
- 카로이 2세 (1385년 ~ 1386년)

#### 룩셈부르크가
- 지그몬드 (1387년 ~ 1437년)

#### 합스부르크 가
- 얼베르트 (1437년 ~ 1439년)

#### 야기에우워 왕조
- 울라슬로 1세 (1440년 ~ 1444년)

#### 합스부르크 가 (2차)
- 라슬로 5세 (1444년 ~ 1457년)

#### 후녀디 가
- 마차시 1세 (1458년 ~ 1490년)

#### 야기에우워 왕조 (2차)
- 울라슬로 2세 (1490년 ~ 1516년)
- 러요시 2세 (1516년 ~ 1526년)

### 합스부르크 크로아티아
- 페르디난트 1세 (1526년 ~ 1564년)
- 막시밀리안 2세 (1563년 ~ 1576년)
- 루돌프 2세 (1576년 ~ 1608년)
- 마티아스 (1608년 ~ 1619년)
- 페르디난트 2세 (1618년 ~ 1637년)
- 페르디난트 3세 (1625년 ~ 1657년)
- 레오폴트 1세 (1657년 ~ 1705년)
- 요제프 1세 (1705년 ~ 1711년)
- 카를 6세 (1711년 ~ 1740년)
- 마리아 테레지아 (1740년 ~ 1780년)
- 요제프 2세 (1780년 ~ 1790년)
- 레오폴트 2세 (1790년 ~ 1792년)
- 프란츠 2세 (1792년 ~ 1835년)
- 페르디난트 1세 (1835년 ~ 1848년)

### 오스트리아-헝가리 제국
- 프란츠 요제프 1세 (1848년 ~ 1916년)
- 카를 1세 (1916년 ~ 1918년)

### 유고슬라비아 왕국
- 페타르 1세 (1918년 ~ 1921년)
- 알렉산다르 1세 (1921년 ~ 1934년)
- 페타르 2세 (1934년 ~ 1941년)

### 크로아티아 독립국
- 토미슬라브 2세 (1941년 ~ 1943년)

## 같이 보기
- 크로아티아의 역사
- 크로아티아 의회
- 헝가리의 군주 목록
- 오스트리아의 군주